# Dobrna
Dobrna est une commune située dans la région de la Basse-Styrie en Slovénie.

## Géographie
La commune est située au centre de la Slovénie entre Ljubljana et Maribor.

## Démographie
Entre 1999 et 2021, la population de la commune est restée relativement faible avec une population proche de 2 000 habitants,.
Évolution démographique
| 1999  | 2000  | 2001  | 2002  | 2003  | 2004  | 2005  | 2006  | 2007  |
| ----- | ----- | ----- | ----- | ----- | ----- | ----- | ----- | ----- |
| 2 070 | 2 078 | 2 099 | 2 125 | 2 099 | 2 115 | 2 103 | 2 100 | 2 105 |
| 2008  | 2009  | 2010  | 2011  | 2012  | 2013  | 2014  | 2015  | 2016  |
| 2 129 | 2 179 | 2 193 | 2 192 | 2 190 | 2 195 | 2 215 | 2 164 | 2 192 |
| 2017  | 2018  | 2019  | 2020  | 2021  |       |       |       |       |
| 2 226 | 2 208 | 2 226 | 2 234 | 2 250 |       |       |       |       |

## Patrimoine

### Patrimoine religieux
- L'église de l'Assomption-de-Marie